# 1983

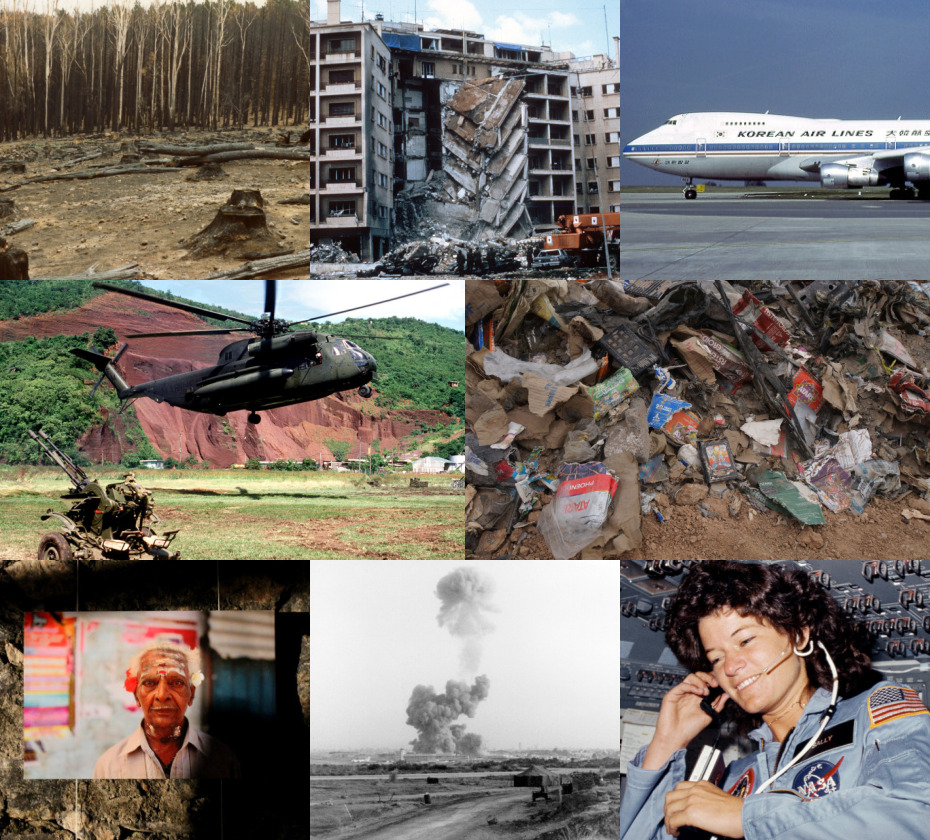

1983 (MCMLXXXIII) là một năm thường bắt đầu vào Thứ bảy của lịch Gregory, năm thứ 1983 của Công nguyên hay của Anno Domini, the năm thứ 983  của thiên niên kỷ 2, năm thứ 83  của thế kỷ 20, và năm thứ  4   của thập niên 1980. 

## Sự kiện

### Tháng 1
- 1 tháng 1: Pierre Aubert trở thành tổng thống Thụy Sĩ.

### Tháng 6
- 2 – 19 tháng 6: Giải vô địch bóng đá trẻ thế giới 1983 tổ chức tại México, đội tuyển bóng đá U-20 quốc gia Brasil lần đầu tiên giành chức vô địch.

### Tháng 7
- 14 tháng 7: Fiji trở thành thành viên của UNESCO.
- 22 tháng 7: Chấm dứt tình trạng chiến tranh tại Ba Lan.

### Tháng 9
- 1 tháng 9: Liên Xô bắn rơi một chiếc máy bay hành khách Hàn Quốc.
- 3 tháng 9: Maldives. Tổng thống Maumoon Abdul Gayoom tái đắc cử.
- 23 tháng 9: St. Kitts và Nevis trở thành thành viên Liên Hợp Quốc.
- 27 tháng 9: Richard Stallman công bố Dự án GNU.

### Tháng 10
- 23 tháng 10: Liban: Đánh bom trong Beirut. 241 quân nhân Mỹ và 58 quân nhân Pháp bị giết chết.
- 25 tháng 10: Grenada. Hoa Kỳ chiếm đóng đảo.
- 26 tháng 10: St. Kitts và Nevis trở thành thành viên UNESCO.
- 30 tháng 10: Bầu cử tự do đầu tiên tại Argentina.
- 30 tháng 10: Động đất tại Erzurum và Kars, Thổ Nhĩ Kỳ, khoảng 1342 người chết.

### Tháng 11
- 8 tháng 11: Angola: Một chiếc Boeing 737 của Angola Airlines rơi. Tất cả 130 người trên máy bay đều chết.
- 10 tháng 11: Microsoft trình bày Microsoft Windows 1.0 tại Comdex trong Las Vegas.
- 27 tháng 11: Madrid, Tây Ban Nha. Một chiếc Boeing 747 của Avianca rơi gần cảng hàng không. 181 người chết, 11 người được cứu sống.

### Tháng 12
- 3 tháng 12: Đảo chính của giới quân sự tại Nigeria.

## Sinh

### Tháng 1
- 1 tháng 1: Daniel Jarque, cầu thủ bóng đá Tây Ban Nha (mất 2009)
- 3 tháng 1: Tyra Misoux, nữ diễn viên phim khiêu dâm Đức
- 11 tháng 1: André Myhrer, vận động viên chạy ski Thụy Điển
- 12 tháng 1:
  - Stefan Schauer, vận động viên khúc côn cầu trên băng Đức
  - Thanh Bùi, ca sĩ, nhạc sĩ người Việt Nam
- 16 tháng 1: Emanuel Pogatetz, cầu thủ bóng đá Áo
- 17 tháng 1: Alexander Meier, cầu thủ bóng đá Đức
- 21 tháng 1: Moritz Volz, cầu thủ bóng đá Đức
- 27 tháng 1: Thành Trung, danh hài kiêm MC Việt Nam
- 25 tháng 1: Sarah Günther, nữ cầu thủ bóng đá Đức
- 28 tháng 1: Michael Kempter, trọng tài bóng đá Đức

### Tháng 2
- 2 tháng 2: Blerim Rrustemi, cầu thủ bóng đá Canada
- 11 tháng 2: 
  - Viola Odebrecht, nữ cầu thủ bóng đá Đức
  - Emmanuel Krontiris, cầu thủ bóng đá Đức
  - Rafael van der Vaart, cầu thủ bóng đá Hà Lan
- 15 tháng 2: Philipp Degen, cầu thủ bóng đá Thụy Sĩ
- 18 tháng 2: 
  - Monique Henderson, nữ vận động viên điền kinh Mỹ, huy chương Thế Vận Hội
  - Juan Carlos Menseguez, cầu thủ bóng đá Argentina
- 20 tháng 2: Jeremy Foley, diễn viên Mỹ
- 22 tháng 2: Hùng Thuận, diễn viên người Việt Nam
- 23 tháng 2: Emily Blunt, nữ diễn viên Anh
- 25 tháng 2: Fabian Lamotte, cầu thủ bóng đá Đức
- 26 tháng 2: Pepe, cựu cầu thủ bóng đá Bồ Đào Nha gốc Brasil

### Tháng 3
- 1 tháng 3: Maxi Warwel, nữ diễn viên người Đức
- 2 tháng 3: Lisandro Lopez
- 3 tháng 3: Sarah Poewe, nữ vận động viên bơi lội
- 5 tháng 3: Lan Phương, nữ diễn viên kiêm người dẫn chương trình người Việt Nam
- 10 tháng 3: Sonim Son, nữ ca sĩ, diễn viên người Nhật Bản
- 11 tháng 3: Hà Mạn Đình, nữ ca sĩ người Trung Quốc
- 14 tháng 3: Kim Sa (Kym/Lam Phi Lâm), nữ ca sĩ, diễn viên người Trung Quốc
- 24 tháng 3: Isabel Soares, nữ ca sĩ
- 25 tháng 3: Hồng Diễm, nữ diễn viên, người mẫu, dẫn chương trình người Việt Nam
- 28 tháng 3: Ladji Doucouré, vận động viên điền kinh Pháp

### Tháng 4
- 1 tháng 4: Christian Schulz, cầu thủ bóng đá người Đức
- 10 tháng 4: Fumiyuki Beppu, tay đua xe đạp người Nhật Bản
- 12 tháng 4: Nguyễn Văn Chung, nhạc sĩ người Việt Nam
- 13 tháng 4:
  - Nicole Cooke, nữ vận động viên đua xe đạp người Anh
  - Philipp Heerwagen, cầu thủ bóng đá người Đức
- 15 tháng 4: Igor Hürlimann, cầu thủ bóng đá người Thụy Sĩ
- 20 tháng 4:
  - Max Neukirchner, tay đua mô tô người Đức
  - Trường Giang, diễn viên, nghệ sĩ hài, dẫn chương trình người Việt Nam, chồng của nữ diễn viên Nhã Phương
- 23 tháng 4:
  - Leon Andreasen, cầu thủ bóng đá Đan Mạch
  - Daniela Hantuchová, nữ vận động viên quần vợt người Slovakia

### Tháng 5
- 2 tháng 5: Tina Maze, nữ vận động viên chạy ski người Slovenia
- 5 tháng 5: Henry Cavill, diễn viên người Anh
- 11 tháng 5: Matt Leinart, cầu thủ bóng bầu dục người Mỹ
- 12 tháng 5: Anahí, nữ ca sĩ nhạc pop
- 13 tháng 5: Grégory Lemarchal, ca sĩ nhạc pop người Pháp
- 14 tháng 5: Amber Tamblyn, nữ diễn viên người Mỹ
- 25 tháng 5:
  - Daniel Albrecht, vận động viên chạy ski người Thụy Sĩ
  - Chelse Swain, nữ diễn viên người Mỹ
- 31 tháng 5: Akihiko Kondo, người đàn ông Nhật Bản được biết đến với việc kết hôn tượng trưng với nhân vật Vocaloid hư cấu Hatsune Miku vào năm 2018 trong một buổi lễ cưới chính thức

### Tháng 6
- 3 tháng 6: Janine Habeck, playmate của năm 2004
- 5 tháng 6: Nadine Müller, nữ chính trị gia Đức
- 7 tháng 6: Hồ Việt Trung, ca sĩ, nhạc sĩ người Việt Nam
- 8 tháng 6: Kim Clijsters, nữ vận động viên quần vợt Bỉ
- 10 tháng 6:
  - Michael Auer, cầu thủ bóng đá Áo
  - Leelee Sobieski, nữ diễn viên Mỹ
- 14 tháng 6:
  - Louis Garrel, diễn viên Pháp
  - Anna Lührmann, nữ chính trị gia Đức, nghị sĩ quốc hội liên bang
- 15 tháng 6: Giáng Tiên, nữ ca sĩ Việt Nam
- 16 tháng 6: Daniel Kandlbauer, nhạc sĩ nhạc rock
- 18 tháng 6: Mai Lệ Quyên, á hậu – nữ ca sĩ Việt Nam
- 30 tháng 6: Marcus Burghardt, tay đua xe đạp Đức

### Tháng 7
- 1 tháng 7: Lynsey Bartilson, nữ diễn viên Mỹ
- 2 tháng 7: Michelle Branch, nữ ca sĩ Mỹ
- 3 tháng 7: Dorota Masłowska, nhà văn nữ Ba Lan
- 10 tháng 7:
  - Kim Hee-chul, thành viên nhóm nhạc nam Hàn Quốc (Super Junior)
  - Isabell Bachor, nữ cầu thủ bóng đá Đức
- 11 tháng 7: Oliver Setzinger, vận động viên khúc côn cầu trên băng Áo
- 17 tháng 7: Tiết Chi Khiêm, ca sĩ kiêm sáng tác nhạc người Trung Quốc
- 21 tháng 7: Eivør Pálsdóttir, nữ ca sĩ, nhà soạn nhạc
- 22 tháng 7:
  - Thanh Hằng, Nữ siêu mẫu, diễn viên người Việt Nam
  - Jodi Albert, nữ diễn viên Anh
- 23 tháng 7: Aaron Peirsol, vận động viên bơi lội Mỹ
- 26 tháng 7: Marcel Schied, cầu thủ bóng đá Đức
- 27 tháng 7: Lorik Cana, cầu thủ bóng đá người Albania
- 29 tháng 7: Duy Uyên, nữ ca sĩ người Việt Nam

### Tháng 8
- 5 tháng 8: Annika Mehlhorn, nữ vận động viên bơi lội Đức
- 6 tháng 8: Robin van Persie, cầu thủ bóng đá Hà Lan
- 7 tháng 8: Andrij Hrywko, tay đua xe đạp Ukraina
- 8 tháng 8: Kanehara Hitomi, nhà văn nữ Nhật Bản
- 11 tháng 8: Chris Hemsworth, nam diễn viên Úc
- 13 tháng 8: Thanh Ngọc, nữ ca sĩ người Việt Nam, cựu thành viên nhóm nhạc nữ Mắt Ngọc
- 14 tháng 8: Mila Kunis, nữ diễn viên
- 16 tháng 8: Nikolaos Zisis, cầu thủ bóng rổ Hy Lạp
- 18 tháng 8: Georgina Bardach, nữ vận động viên bơi lội Argentina
- 20 tháng 8: Andrew Garfield, diễn viên người Mỹ
- 22 tháng 8: Theo Bos, tay đua xe đạp Hà Lan
- 28 tháng 8: Christian Pander, cầu thủ bóng đá Đức

### Tháng 9
- 1 tháng 9: José Antonio Reyes, cầu thủ bóng đá người Tây Ban Nha
- 3 tháng 9: Alexander Klaws, ca sĩ người Đức
- 9 tháng 9: Lưu Ánh Loan, nữ ca sĩ người Việt Nam
- 11 tháng 9: Lauryn Williams, nữ vận động viên điền kinh Mỹ
- 13 tháng 9: Tinna Tình (Tinna Dinhova/Đinh Thị Tình), nữ ca sĩ, nhạc sĩ, diễn viên, người mẫu người Việt Nam/Séc
- 16 tháng 9: Kirsty Coventry, nữ vận động viên bơi lội
- 18 tháng 9:
  - Tùng Dương, ca sĩ người Việt Nam
  - Chantavit Dhanasevi, diễn viên, người mẫu, nhà biên kịch người Thái Lan
- 21 tháng 9:
  - Maggie Grace, nữ diễn viên người Mỹ
  - Joseph Mazzello, diễn viên người Mỹ
- 30 tháng 9: Boris Uran, ca sĩ người Áo

### Tháng 10
- 6 tháng 10: Đan Lê, diễn viên và người dẫn chương trình Việt Nam
- 15 tháng 10: Andreas Ivanschitz, cầu thủ bóng đá Áo
- 16 tháng 10: Philipp Kohlschreiber, vận động viên quần vợt Đức
- 18 tháng 10: Dante Bonfim Costa Santos, cầu thủ bóng đá Brazil
- 27 tháng 10: Đinh Trường Tùng (Son), nhà thiết kế thời trang người Việt Nam, thành viên nhóm nhà thiết kế Vungoc&Son
- 29 tháng 10: Malik Fathi, cầu thủ bóng đá Đức
- 31 tháng 10: Alexander Grischtschuk, người đánh cờ Nga

### Tháng 11
- 1 tháng 11: 
  - Yuko Ogura, người mẫu người Nhật Bản
  - Václav Svěrkoš, cầu thủ bóng đá  người Séc
- 4 tháng 11: 
  - Lưu Hương Giang, nữ ca sĩ người Việt Nam, vợ của nhạc sĩ Hồ Hoài Anh
  - Khánh Ngọc, ca sĩ người Việt Nam
- 5 tháng 11: Huỳnh Đông, nam diễn viên Việt Nam
- 6 tháng 11: Nicole Hosp, vận động viên chạy trên băng Áo
- 10 tháng 11: Văn Công Viễn, đạo diễn, nhà biên kịch, sản xuất phim người Việt Nam
- 11 tháng 11: Philipp Lahm, cầu thủ bóng đá người Đức
- 15 tháng 11: Laura Smet, nữ diễn viên người Pháp
- 16 tháng 11: 
  - Britta Steffen, nữ vận động viên bơi lội Đức
  - Renos Doweiya, vận động viên cử tạ
- 17 tháng 11: 
  - Jodie Henry, nữ vận động viên bơi lội Úc
  - Quý Bình, nam diễn viên Việt Nam (m. 2025)
  - Trung Hậu, nữ ca sĩ Việt Nam
- 18 tháng 11:
  - Jelle Van Damme, cầu thủ bóng đá chuyên nghiệp người Bỉ
  - Jon Lech Johansen, hacker người Na Uy
- 19 tháng 11: Meseret Defar, nữ vận động viên điền kinh, huy chương Thế Vận Hội
- 20 tháng 11: Minh Beta (Bùi Quang Minh), ca sĩ, nhạc sĩ người Việt Nam, người sáng lập Beta Group
- 24 tháng 11: 
  - Luis León Sánchez Gil, tay đua xe đạp người Tây Ban Nha
  - Karine Vanasse, nữ diễn viên Canada
- 26 tháng 11: Thúy Khanh, nữ ca sĩ,  DJ người Việt Nam
- 27 tháng 11: Salvatore Gambino, cầu thủ bóng đá người Đức
- 28 tháng 11: Đăng Khôi, ca sĩ người Việt Nam
- 30 tháng 11: Brigitte Acton, nữ vận động viên chạy trên băng người Canada

### Tháng 12
- 2 tháng 12:
  - Michael Wesley-Smith, diễn viên người New Zealand
  - Lưu Chí Vỹ, ca sĩ người Việt Nam
- 11 tháng 12: Marlon Kittel, diễn viên Đức
- 13 tháng 12: Otylia Jędrzejczak, nữ vận động viên bơi lội Ba Lan
- 14 tháng 12: Phùng Hy Dư, nữ ca sĩ người Hồng Kông
- 16 tháng 12: Mika Kikuchi, nữ diễn viên, ca sĩ Nhật Bản
- 29 tháng 12: Minh Thư, nữ ca sĩ, nhạc sĩ người Việt Nam
- 30 tháng 12: Noley Thornton, nữ diễn viên

## Mất

### Tháng 1
- 15 tháng 1: Ernst Erich Noth, nhà văn (sinh 1909)
- 20 tháng 1: Garrincha, cầu thủ bóng đá Brasil (sinh 1933)
- 23 tháng 1: Frank Forde, chính trị gia Úc, thủ tướng (sinh 1890)
- 23 tháng 1: George Cukor, đạo diễn phim Mỹ (sinh 1899)
- 24 tháng 1: Juan Carlos Zabala, vận động viên điền kinh Argentina, người đoạt huy chương Thế Vận Hội (sinh 1911)
- 24 tháng 1: Adolf Mauk, chính trị gia Đức (sinh 1906)
- 27 tháng 1: Louis de Funès, diễn viên Pháp (sinh 1914)
- 27 tháng 1: Georges Bidault, chính trị gia (sinh 1899)
- 28 tháng 1: Billy Fury, nhạc sĩ nhạc rock Anh (sinh 1940)
- 28 tháng 1: Bryher, nhà văn nữ Anh (sinh 1894)

### Tháng 2
- 2 tháng 2: Sam Chatmon, nhạc sĩ blues Mỹ (sinh 1897)
- 3 tháng 2: Tullio Campagnolo, tay đua xe đạp Ý (sinh 1901)
- 3 tháng 2: Antonio Samorè, Hồng y Giáo chủ (sinh 1905)
- 4 tháng 2: Karen Anne Carpenter, nữ ca sĩ Mỹ (Carpenters) (sinh 1950)
- 8 tháng 2: Alfred Wallenstein, người điều khiển dàn nhạc Mỹ (sinh 1898)
- 12 tháng 2: Kurt Mothes, nhà thực vật học Đức (sinh 1900)
- 12 tháng 2: Eubie Blake, nghệ sĩ dương cầm Mỹ, nhà soạn nhạc (sinh 1883)
- 13 tháng 2: Gerald Strang, nhà soạn nhạc Mỹ (sinh 1908)
- 14 tháng 2: Lina Radke, nữ vận động viên điền kinh Đức (sinh 1903)
- 19 tháng 2: Otto Basil, nhà văn Áo, nhà xuất bản, nhà báo (sinh 1901)
- 22 tháng 2 - Adrian Boult, người điều khiển dàn nhạc Anh (sinh 1889)
- 22 tháng 2: Romain Maes, tay đua xe đạp Bỉ (sinh 1913)
- 23 tháng 2: Herbert Howells, nhà soạn nhạc Anh (sinh 1892)
- 25 tháng 2: Tennessee Williams, nhà văn Mỹ (sinh 1911)
- 28 tháng 2: Sepp Tanzer, nhà soạn nhạc Áo (sinh 1907)

### Tháng 3
- 3 tháng 3: Arthur Koestler, nhà văn Anh (sinh 1905)
- 5 tháng 3: Otto Zierer, nhà văn Đức (sinh 1909)
- 6 tháng 3: Cathy Berberian, nữ ca sĩ Mỹ, nhà soạn nhạc (sinh 1928)
- 7 tháng 3: Lutz Eigendorf, cầu thủ bóng đá Đức (sinh 1956)
- 7 tháng 3: Igor Markevitch, nhà soạn nhạc Nga, người điều khiển dàn nhạc (sinh 1912)
- 9 tháng 3: Ulf von Euler, nhà y học Thụy Điển (sinh 1905)
- 10 tháng 3: Linus Kather, chính trị gia Đức (sinh 1893)
- 11 tháng 3: Donald Maclean, điệp viên Anh (sinh 1913)
- 13 tháng 3: Louison Bobet, tay đua xe đạp Pháp (sinh 1925)
- 17 tháng 3: Haldan Keffer Hartline, nhà sinh lý học Mỹ (sinh 1903)
- 26 tháng 3: Walther Böttcher, chính trị gia Đức (sinh 1901)
- 26 tháng 3: Anthony Blunt, sử gia về nghệ thuật Anh, điệp viên (sinh 1907)
- 27 tháng 3: Hanna Malewska, nhà văn nữ Ba Lan (sinh 1911)
- 27 tháng 3: Jānis Ivanovs, nhà soạn nhạc (sinh 1906)

### Tháng 4
- 4 tháng 4: Gloria Swanson, nữ diễn viên Mỹ (sinh 1899)
- 6 tháng 4: Lutz Heck, nhà sinh vật học (sinh 1892)
- 7 tháng 4: Wilhelm Hauschild, nhiếp ảnh gia Đức (sinh 1902)
- 12 tháng 4: Jørgen Juve, cầu thủ bóng đá Na Uy (sinh 1906)
- 14 tháng 4: Pete Farndon, nhạc sĩ nhạc rock Anh (sinh 1952)
- 14 tháng 4: Elisabeth Lutyens, nhà soạn nhạc Anh (sinh 1906)
- 19 tháng 4: Jerzy Andrzejewski, nhà văn Ba Lan (sinh 1909)
- 21 tháng 4: Michael Holzach, nhà báo Đức, tác giả (sinh 1947)
- 24 tháng 4: Rolf Stommelen, tay đua Công thức 1 Đức (sinh 1943)
- 30 tháng 4: Muddy Waters, nhạc sĩ nhạc blues (sinh 1915)

### Tháng 5
- 2 tháng 5: Pridi Banomyong, thủ tướng Thái Lan (sinh 1900)
- 2 tháng 5: Ernesto de la Guardia Navarro, tổng thống thứ 30 của Panama (sinh 1904)
- 7 tháng 5: Peter Edel, nghệ sĩ tạo hình Đức, nhà văn (sinh 1921)
- 8 tháng 5: John Fante, nhà văn Mỹ (sinh 1909)
- 13 tháng 5: Otto Heckmann, nhà thiên văn học Đức (sinh 1901)
- 18 tháng 5: Alfred Nau, chính trị gia Đức (sinh 1906)
- 20 tháng 5: Clair Bee, huấn luyện viên bóng rổ Mỹ (sinh 1896)
- 21 tháng 5: Marie Schlei, nữ chính trị gia Đức (sinh 1919)
- 22 tháng 5: Erna Scheffler, nữ luật gia Đức (sinh 1893)
- 22 tháng 5: Albert Claude, nhà khoa học gia tự nhiên Bỉ (sinh 1899)
- 22 tháng 5: Hans Mock, Đức, cầu thủ bóng đá Áo (sinh 1912)
- 25 tháng 5: Elisabet van Randenborgh, nhà văn nữ Đức (sinh 1893)
- 31 tháng 5: Jack Dempsey, võ sĩ quyền Anh Mỹ (sinh 1895)

### Tháng 6
- 1 tháng 6: Anna Seghers, nhà văn nữ Đức (sinh 1900)
- 2 tháng 6: Julio Rosales y Ras, tổng Giám mục của Cebu, Hồng y Giáo chủ (sinh 1906)
- 3 tháng 6: Franz Joachim Behnisch, nhà văn Đức (sinh 1920)
- 5 tháng 6: Kurt Tank, kĩ sư Đức (sinh 1898)
- 6 tháng 6: Hans Leip, thi sĩ, nhà văn (sinh 1893)
- 7 tháng 6: Josef Rösing, chính trị gia Đức (sinh 1911)
- 12 tháng 6: Joseph Benjamin Hutto, nhạc sĩ blues Mỹ (sinh 1926)
- 12 tháng 6: Clemens Holzmeister, kiến trúc sư Áo (sinh 1886)
- 13 tháng 6: Helmut Kraatz, nhà y học Đức (sinh 1902)
- 15 tháng 6: Mario Casariego y Acevedo, tổng Giám mục của Guatemala, Hồng y Giáo chủ (sinh 1909)
- 17 tháng 6: Eelco N. van Kleffens, chính trị gia Hà Lan (sinh 1894)
- 18 tháng 6: Marianne Brandt, nữ họa sĩ Đức, nữ điêu khắc gia, nhà thiết kế (sinh 1893)
- 19 tháng 6: Georg Diederichs, chính trị gia Đức (sinh 1900)
- 20 tháng 6: Oskar Farny, chính trị gia Đức (sinh 1891)
- 22 tháng 6: Nazaire De Wolf, nhà soạn nhạc Bỉ (sinh 1917)
- 26 tháng 6: James Robert Knox, tổng Giám mục Melbourne, Hồng y Giáo chủ (sinh 1914)
- 30 tháng 6: Ernst Bettermann, chính trị gia Đức (sinh 1903)

### Tháng 7
- 1 tháng 7: Buckminster Fuller, kiến trúc sư Mỹ, nhà thiết kế, nhà khoa học (sinh 1895)
- 1 tháng 7: Erich Juskowiak, cầu thủ bóng đá Đức (sinh 1926)
- 2 tháng 7: Vladimír Neff, nhà văn Séc, dịch giả, tác giả kịch bản (sinh 1909)
- 5 tháng 7: Konrad Wölki, nhà soạn nhạc (sinh 1904)
- 5 tháng 7: Hennes Weisweiler, huấn luyện viên bóng đá Đức (sinh 1919)
- 12 tháng 7: Erich Warsitz, phi công lái máy bay thử nghiệm Đức (sinh 1906)
- 12 tháng 7: Chris Wood, nhạc sĩ nhạc rock Anh (sinh 1944)
- 16 tháng 7: Michel Micombero, tổng thống của Burundi (sinh 1940)
- 19 tháng 7: Erik Ode, diễn viên Đức (sinh 1910)
- 21 tháng 7: Radovan Richta, triết gia Séc (sinh 1924)
- 23 tháng 7: Georges Auric, nhà soạn nhạc Pháp (sinh 1899)
- 25 tháng 7: Alberto Ginastera, nhà soạn nhạc Argentina (sinh 1916)
- 25 tháng 7: Henry Primakoff, nhà vật lý học (sinh 1914)
- 29 tháng 7: Luis Buñuel, đạo diễn phim (sinh 1900)
- 29 tháng 7: David Niven, diễn viên Anh (sinh 1910)
- 30 tháng 7: Robert Vandivier, cầu thủ bóng rổ Mỹ (sinh 1903)

### Tháng 8
- 3 tháng 8: Carolyn Jones, nữ diễn viên Mỹ (sinh 1928)
- 10 tháng 8: Ruben Rausing, nhà phát minh Thụy Điển, doanh nhân (sinh 1895)
- 12 tháng 8: Edmund Kolbe, họa sĩ Đức (sinh 1898)
- 14 tháng 8: Rainer Brambach, nhà văn Thụy Sĩ (sinh 1917)
- 14 tháng 8: Alfred Rust, nhà khảo cổ học Đức (sinh 1900)
- 26 tháng 8: Herwig Blankertz, nhà sư phạm (sinh 1927)

### Tháng 9
- 1 tháng 9: Rudolf Wolters, kiến trúc sư (sinh 1903)
- 3 tháng 9: Piero Sraffa, nhà kinh tế học Ý (sinh 1898)
- 6 tháng 9: Bernhard Welte, nhà thần học, triết gia (sinh 1906)
- 6 tháng 9: Rudolf Eickhoff, chính trị gia Đức (sinh 1902)
- 7 tháng 9: Boris Hagelin, doanh nhân Thụy Điển (sinh 1892)
- 8 tháng 9: Antonin Magne, tay đua xe đạp Pháp (sinh 1904)
- 8 tháng 9: Ibrahim Abbud, cựu tổng thống của Sudan (sinh 1900)
- 10 tháng 9: Balthazar Johannes Vorster, chính trị gia, tổng thống Nam Phi (sinh 1915)
- 10 tháng 9: Felix Bloch, nhà vật lý học (sinh 1905)
- 15 tháng 9: Johnny Hartman, ca sĩ nhạc jazz Mỹ (sinh 1923)
- 19 tháng 9: Bruno Pittermann, chính trị gia Áo (sinh 1905)
- 27 tháng 9: Leo Kahn, họa sĩ (sinh 1894)

### Tháng 10
- 3 tháng 10: Kurt Kusenberg, nhà phê bình nghệ thuật, nhà văn (sinh 1904)
- 6 tháng 10: Terence James Cooke, tổng Giám mục New York, Hồng y Giáo chủ (sinh 1921)
- 6 tháng 10: Hans Moeckel, nhà soạn nhạc Thụy Sĩ, người điều khiển dàn nhạc (sinh 1921)
- 7 tháng 10: George Ogden Abell, nhà thiên văn học Mỹ (sinh 1927)
- 7 tháng 10: Gottfried Leonhard, chính trị gia Đức (sinh 1895)
- 8 tháng 10: Alexandre-Charles Renard, tổng Giám mục Lyon, Hồng y Giáo chủ (sinh 1906)
- 10 tháng 10: Ralph Richardson, diễn viên Anh (sinh 1902)
- 10 tháng 10: Heinrich Schulte, bác sĩ tâm thần Đức (sinh 1898)
- 16 tháng 10: Willy Ritschard, chính trị gia Thụy Sĩ (sinh 1918)
- 17 tháng 10: Raymond Aron, nhà chính trị học Pháp, nhà xã hội học, nhà xuất bản (sinh 1905)
- 19 tháng 10: Maurice Bishop, thủ tướng Grenada (sinh 1944)
- 20 tháng 10: Merle Travis, nhạc sĩ nhạc đồng quê, nhà soạn nhạc (sinh 1917)
- 26 tháng 10: Alfred Tarski, nhà toán học Ba Lan (sinh 1901)

### Tháng 11
- 5 tháng 11: Jean-Marc Reiser, họa sĩ vẽ tranh cho truyện comic Pháp (sinh 1941)
- 7 tháng 11: Umberto Mozzoni, Hồng y Giáo chủ (sinh 1904)
- 8 tháng 11: Betty Nuthall, nữ vận động viên quần vợt Anh (sinh 1911)
- 15 tháng 11: Arno Babadschanjan, nhà soạn nhạc (sinh 1921)
- 23 tháng 11: Willy Schneider, nhà soạn nhạc Đức, người điều khiển dàn nhạc (sinh 1907)
- 26 tháng 11: Carl Seemann, nghệ sĩ dương cầm Đức (sinh 1910)
- 28 tháng 11: Stefan Skoumal, cầu thủ bóng đá (sinh 1909)

### Tháng 12
- 4 tháng 12: Kurt Schwabe, nhà hóa học Đức (sinh 1905)
- 5 tháng 12: Robert Aldrich, đạo diễn phim Mỹ (sinh 1918)
- 8 tháng 12: Slim Pickens, diễn viên Mỹ (sinh 1919)
- 13 tháng 12: Mary Renault, nhà văn nữ Anh (sinh 1905)
- 25 tháng 12: Rudolf Freidhof, chính trị gia Đức (sinh 1888)
- 25 tháng 12: Joan Miró, họa sĩ Tây Ban Nha, nghệ sĩ tạo hình, nhà điêu khắc (sinh 1893)
- 27 tháng 12: Arnold Kübler, nhà văn Thụy Sĩ (sinh 1890)
- 28 tháng 12: Eugène Chaboud, đua xe (sinh 1907)
- 29 tháng 12: Dennis Wilson, nhạc sĩ Mỹ (The Beach Boys) (sinh 1944)

## Giải thưởng Nobel
- Hóa học - Henry Taube
- Văn học - William Golding
- Hòa bình - Lech Wałęsa
- Vật lý - Subrahmanyan Chandrasekhar, William Alfred Fowler
- Y học - Barbara McClintock
- Kinh tế - Gérard Debreu